# Eddie McGrady
Edward Kevin "Eddie" McGrady, född 3 juni 1935 i Downpatrick, County Down, död 11 november 2013 i Downpatrick, County Down, var en nordirländsk politiker inom Social Democratic and Labour Party (SDLP). 
Eddie McGrady började sin politiska karriär på 1960-talet i lokalpolitiken i Downpatrick. I slutet av 1960-talet engagerade han sig i rörelsen för medborgerliga rättigheter för den katolska befolkningen i Nordirland och anslöt sig till SDLP när partiet bildades 1970. 
Efter flera misslyckade försök lyckades McGrady i valet 1987 bli invald i det brittiska underhuset för valkretsen South Down. Han besegrade då den sittande UUP-representanten Enoch Powell. McGrady blev omvald vid de följande valen och var den ende av SDLP:s tre parlamentsledamöter under mandatperioden 2005-2010 som ställde upp för omval i valet 2005. Han lämnade parlamentet 2010.